# Răstignire

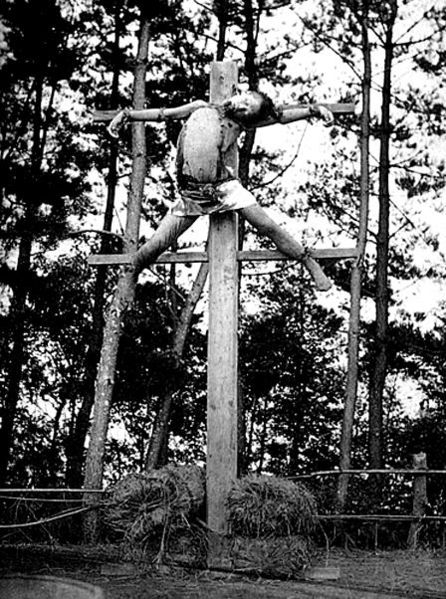
Răstignire în Japonia (secolul al XIX-lea)

Răstignirea sau crucificarea este o metodă de execuție a condamnaților la moarte. În cursul acestei proceduri, membrele condamnatului sunt bătute în cuie pe o cruce, moartea este lentă și dureroasă. Această formă de pedeapsă este legală în Arabia Saudită.

## Etimologie
Cuvântul „a răstigni” este de origine slavonă, unde rastegnati înseamnă a pune, a arunca, a ucide în chinuri pe cineva (mai ales în antichitate), pironindu-l cu brațele și cu picioarele pe o cruce. Acest proces chinuitor putea dura 24 de ore.
Termenul se utilizează, în mod frecvent, pentru a desemna răstignirea lui Isus din Nazaret.
Teologul Gunnar Samuelsson, de la Universitatea Gothenburg, din Suedia a obținut titlul de doctor cu o teză de doctorat cu titlul "Crucificarea în Antichitate: o cercetarea a terminologiei Noului Testament referitoare la crucificare" ("Crucifixion in Antiquity: An Inquiry into the Background of the New Testament Terminology of Crucifixion").
Concluzia sa este că urcarea pe cruce a lui Iisus e sprijinită de tradiție, nu și de textele istorice. Samuelsson a studiat texte antice în latină, greacă, ebraică și aramaică, din perioada lui Homer până în secolul I, și nu a găsit dovezi care să sprijine teza crucificării.
Samuesson nu pune sub semnul întrebării execuția în sine, ci modul în care a avut loc, deoarece în textele antice nu apar menționate "cuie", iar despre Iisus scrie că a purtat în spate un „stauros”, care poate însemna orice de la un trunchi de copac până la un par cu spini, și nu neapărat o cruce.

## Istoric și descriere
Crucificarea a fost preluată de Romani de la Cartaginezi. Felul în care romanii crucificau diferă însă față de modul în care este prezentată de obicei pe picturi și în sculpturi. 

Au existat 2 variante de răstignire:

În prima variantă condamnatul stătea cu șezutul pe o traversă intermediară (sedecula). Cuiele nu se băteau prin palme (acestea fiind prea slabe pentru a susține corpul), ci prin încheieturile mâinilor.

În a doua varianta mâinile erau legate de traversa orizontală, picioarele fiind fixate prin cuie ce străpungeau lateral gleznele.

Moartea survenea de obicei după mai multe zile. Spre scurtarea chinului, fie li se străpungea inima cu lancea, fie li se fracturau fluierele picioarelor (crurifagium), ceea ce ducea rapid la sufocare.